# Sokon Matsumura
Sokon Matsumura was een van de oorspronkelijke karatemeesters van Okinawa. Hij was de voorvader van wat later bekend zou worden als de Shuri-te karatestijl. Zijn levensjaren worden verschillend beschreven zoals ca. 1809-1901, 1798–1890, 1809–1896 of 1800–1892.

## Eerste jaren
Sokon Matsumura werd geboren in het dorp Yamagawa nabij Shuri in Okinawa. Matsumura begon karate te leren onder begeleiding van meester Kanga Sakugawa (1762–1843 of 1733–1815 of 1782–1837). Sakugawa was een oude man en in het begin onwillig om de jonge Matsumura te onderwijzen, omdat Matsumura bekendstond als probleemkind. Echter, Sakugawa had Sofuku Matsumura, de vader van Sokon Matsumura, beloofd dat hij zijn zoon zou onderwijzen en dus onderwees hij hem. Matsumura volgde vijf jaar les onder Sakugawa. Als jonge man verkreeg Matsumura al de reputatie een expert in de vechtkunst te zijn.
Door Gichin Funakoshi werd Matsumura beschreven als een meester met een angstaanjagend uiterlijk. Matsumura werd nooit verslagen in een duel, alhoewel hij vele gevochten had. Lang, mager en met de beschikking over een paar onheilspellende ogen, werd Matsumura door zijn student Anko Itosu beschreven als verblindend snel en bedrieglijk sterk.

## Koninklijke dienst
In 1816 werd Matsumura gerekruteerd in dienst van de Sho familie, de koninklijke familie van het Ryukyu koninkrijk. Hij verkreeg de titel van Shikudon (ook Chikudun Pechin), een adelrang. Hij begon zijn carrière door koning Sho Ko te dienen, die de 17e koning van Ryukyu's tweede Shodynastie was. In 1818 trouwde hij met Yonamine Chiru, die zelf ook een vechtkunstexpert was. Matsumura werd uiteindelijk de hoofdinstructeur en de lijfwacht voor koning Sho Ko. Hij diende nadien in deze functie bij de laatste twee koningen van Okinawa, Sho Iku en Sho Tai. Aan Matsumura werd de titel "bushi" (betekenis:"krijger") gegeven door de Okinawaanse koning ter erkenning van zijn vaardigheden en prestaties in de vechtkunst.
Matsumura reisde in naam van het koninklijke bewind naar de stad Fuzhou in de provincie Fujian te China en de Satsuma provincie te Japan. In China studeerde hij Chuan Fa bij de Chinese meesters Ason en Iwah. In Japan leerde hij de Jigen-ryu zwaardvechtkunst van Satsuma onder meester Yashichiro Ijuin. Wat hij leerde bracht hij mee terug naar Okinawa.

## Jigen-ryu
Hij was de eerste die de principes van de Satsuma's zwaardkunst school, genaamd Jigen-ryu, introduceerde in het Okinawaanse kobudo. Hij wordt ook aangeschreven als degene, die de eerste grondslag voor de bojutsu van Tsuken te heeft gelegd. De zwaardvechtkunst Jigen-ryu heeft hij alleen aan sommige van zijn studenten doorgegeven, zoals Anko Asato en Itarashiki Chochu. De Tsuken Bo traditie werd geperfectioneerd door Tsuken Seisoku Ueekata van Shuri.

## Kata
Matsumura onderwees de volgende kata's: Channan Sho, Channan Ni, Naihanchi shodan, Naihanchi nidan, Passai, Seisan, Chinto, Gojushiho, Kusanku en Hakutsuru. De Hakutsuru kata bevat elementen van de Witte Kraanvogel Kungfu, die onderwezen werd in het Shaolinklooster van de provincie Fujian in China. Mastsumura hield de Hakutsuru kata geheim en leerde die alleen aan zijn familieleden.
De kata Chinto had Matsumura geleerd van de Chinese meester Annan. Annan was een handelaar (volgens sommige bronnen piraat) uit Zuid-China, die schipbreuk had geleden bij de kust van Okinawa en zich ophield in het grottengebied nabij Tomari. Vanwege de honger begon Annan te stelen en te plunderen. De Okinawaanse koning kreeg dit te horen en hij gaf vervolgens zijn lijfwacht Matsumura de opdracht om Annan op te sporen en te stoppen. Toen Matsumura naar Tomari ging en Annan vond, vocht hij met Annan, maar het lukte Matsumura niet om van hem te winnen. Het werd gelijkspel en vreemd genoeg werd Matsumura toen vrienden met Annan. In ruil voor eten gaf Annan toen gevechtstraining aan Matsumura. Annan werd ook de leraar van drie andere Okinawanen Kosaku Matsumora, Kokan Oyadomari en Giei Yamada.

## De erfenis van Sokon Matsumura
In de loop der tijd heeft Matsumura aan verschillende leerlingen lesgegeven. Zijn inspanningen in de vechtkunst zorgde ervoor, dat hij de stamvader werd van vele hedendaagse karate stijlen zoals Shorin-ryu, Shotokan, Shito-ryu en andere. Uiteindelijk kunnen alle moderne stijlen van karate, die ontstaan zijn uit de Shuri-te lijn, getraceerd worden naar de leer van Bushi Matsumura.
Zijn kleinzoon was karatemeester Tsuyoshi Chitose, die de Chito-ryu karatestijl oprichtte en die Gichin Funakoshi assisteerde in de vroege introductie van karate in Japan. Een andere kleinzoon van Matsumura was Nabe Matsumura, die een intensieve training kreeg in zijn grootvaders stijl. Hij trainde deze stijl vervolgens aan Hohan Soken, de zoon van zijn zuster. Naderhand richtte Hohan Sokan de Matsumura Seito Shorin-ryu karatestijl op.